# Iskar (stad in Pleven)
Iskar (Bulgaars: Искър) is een stad en een gemeente in het noorden van Bulgarije in de oblast Pleven. De stad ligt ongeveer op 1,5 km van de rivier de Iskar, 16 km van Knezja en 33 km van Pleven. Op 17 september 1974 verkreeg Iskar krachtens Decreet №1942 een stadsstatus, daarvoor was het een "dorp met stedelijke status".

## Geografie
De gemeente Iskar is gelegen in het westelijke deel van de oblast Pleven. Met een oppervlakte van 243,899 km² is het de op een na kleinste gemeente van de oblast. Het grenst aan de volgende gemeenten:
- in het noordoosten - gemeente Dolna Mitropolija;
- in het zuidoosten - gemeente Dolni Dabnik;
- in het zuidwesten - gemeente Tsjerven Brjag;
- in het westen - gemeente Knezja;
- in het noorden - gemeente Orjachovo, oblast Vratsa.

## Bevolking
Op 31 december 2020 telde de stad Iskar 2.739 inwoners. Het aantal inwoners vertoont al tientallen jaren een dalende trend: in 1956 woonden er nog 6.671 personen in (destijds) het dorp.
| Bevolkingsontwikkeling van Iskar tussen 1934 en 2020 |
| ---------------------------------------------------- |
|                                                      |
| ■ Volkstellingen ■ Schatting                         |

### Religie
De laatste volkstelling werd uitgevoerd in februari 2011 en was optioneel. Van de 6.884 inwoners reageerden er 5.382 op de volkstelling. Van deze 5.382 respondenten waren er 3.835 lid van de Bulgaars-Orthodoxe Kerk, oftewel 71% van de bevolking. De rest van de bevolking had een andere geloofsovertuiging of was niet religieus. 
| Religieuze samenstelling in februari 2011 | Religieuze samenstelling in februari 2011 | Religieuze samenstelling in februari 2011 | Religieuze samenstelling in februari 2011 | Religieuze samenstelling in februari 2011 |
| ----------------------------------------- | ----------------------------------------- | ----------------------------------------- | ----------------------------------------- | ----------------------------------------- |
|                                           |                                           |                                           |                                           |                                           |
| Bulgaars-Orthodoxe Kerk                   | Bulgaars-Orthodoxe Kerk                   |                                           | 71,23%                                    | 71,23%                                    |
| Katholieke Kerk                           | Katholieke Kerk                           |                                           | 0,78%                                     | 0,78%                                     |
| Protestantisme                            | Protestantisme                            |                                           | 0,00%                                     | 0,00%                                     |
| Islam                                     | Islam                                     |                                           | 0,41%                                     | 0,41%                                     |
| Geen                                      | Geen                                      |                                           | 19,45%                                    | 19,45%                                    |
| Anders/ Onbekend                          | Anders/ Onbekend                          |                                           | 8,13%                                     | 8,13%                                     |

## Gemeentelijke kernen
De gemeente Iskar telt vier nederzettingen: de stad Iskar en drie dorpen.
| Plaatsnaam     | Cyrillisch    | Bevolking (2020) |
| -------------- | ------------- | ---------------- |
| Iskar          | Искър         | 2.739            |
| Dolni Loekovit | Долни Луковит | 1.540            |
| Pisarovo       | Писарово      | 741              |
| Staroseltsi    | Староселци    | 819              |
| Gemeente Iskar |               | 5.839            |

Belene - Dolna Mitropolija - Dolni Dabnik - Goeljantsi - Iskar - Knezja - Levski - Nikopol - Pleven - Pordim - Tsjerven Brjag